# Quintetto per pianoforte e archi (Schumann)
Il Quintetto per pianoforte e archi in mi bemolle maggiore op. 44 è una composizione di Robert Schumann, composta fra il settembre e l'ottobre del 1842. È scritto per pianoforte e quartetto d'archi (due violini, viola e violoncello). Fu eseguito per la prima volta l'8 gennaio 1843 da musicisti dell'Orchestra del Gewandhaus di Lipsia e da Clara Schumann al pianoforte; a quest'ultima l'opera è dedicata.

## Caratteristiche e fortuna dell'opera
Una prima versione del Quintetto conteneva un movimento intitolato Scena, che tuttavia Schumann cassò, seguendo un suggerimento del suo amico Mendelssohn, e sostituì con l'attuale Scherzo. Clara Schumann, dopo averla eseguita per la prima volta, annotò nel suo diario che la composizione le pareva «estremamente brillante ed efficace».
La scrittura è caratterizzata dal fatto che il pianoforte e gli archi si trovano su un piano di parità, in modo da evitare ogni preminenza dello strumento a tastiera. Il primo tema del radioso movimento iniziale riappare nella coda del trionfante movimento finale, in una sorta di apoteosi. Il secondo movimento, una marcia funebre, si trova in voluto contrasto con i due movimenti estremi, mentre lo Scherzo è di carattere brillante. Il primo movimento contiene una citazione dalla Passione secondo Giovanni di Bach. 
Wagner ne fu molto entusiasta: «Il vostro quintetto, carissimo Schumann, mi è piaciuto molto […] Vedo la strada che intendete seguire, la quale è anche la mia; codesta è l'unica possibilità di salvezza» (lettera del 25 febbraio 1843). Berlioz e Liszt furono più riservati nei confronti di quest'opera. Capolavoro romantico del genere, definito «superbo» dallo Einstein, il suo modello fu adottato da Brahms, Dvořák e César Franck.
Si tratta della più popolare fra le composizioni da camera del suo autore. Estratti del secondo movimento sono regolarmente utilizzati per accompagnare le immagini del film Adolphe, di Benoît Jacquot, ispirato all'omonimo romanzo di Benjamin Constant.

## Struttura
1. Allegro brillante (mi bemolle maggiore, in 2/2).
2. In modo d'una marcia, un poco largamente (in do minore, in 2/2)
3. Scherzo: Molto vivace (in mi bemolle maggiore, in 6/8)
4. Finale: Allegro ma non troppo (in mi bemolle maggiore, in 2/2)

- Durata d'esecuzione: circa trenta minuti.